# Legge sul cognome
La legge sul cognome  (in turco Soyadı Kanunu) della Repubblica di Turchia fu votata e adottata il 21 giugno 1934. La legge imponeva ai cittadini turchi l'adozione di un cognome qualora non ne fossero già in possesso. Turchi cristiani ed ebrei già facevano normalmente uso di un cognome, mentre i musulmani non lo prevedevano nella loro tradizione onomastica.

## Storia
I musulmani nell'Impero ottomano usavano, per le classi più abbienti, titolature onorifiche quali "pascià", "khwaja", "bey", "hanım", "efendi", etc. Tali titoli definivano in linea di massima la professione formale (è il caso di pascià, khwaja, etc.) oppure il loro status sociale informale (bey, hanım, efendi, etc.). Il gran vizir ottomano (Sadrazam/Vezir-î Azam), i ministri (Nazır/Vezir o vizir) e altre funzioni amministrative civili di alto rango usavano del pari il titolo di pascià. 
I generali/ammiragli in pensione continuavano per parte loro a far uso del titolo che avevano quando erano ancora in servizio. Un "pascià", d'altra parte, non sarebbe mai stato chiamato "bey" dopo la sua cessazione dal servizio attivo, militare o politico. Con l'avvento della repubblica nel 1923 il titolo di pasha fu consentito solo ai vertici militari.
Con la nuova legge fu però creato un nuovo titolo, quello di "Atatürk" (padre della Patria) destinato a Mustafa Kemal.

## Disposizioni
Gli articoli della legge sul cognome del 1934, abolendo i titoli onorifici, stabilirono che ogni turco doveva portare il cognome in aggiunta al nome (art. 1) e il cognome doveva seguire il nome nella firma, nel parlato e nello scritto (art. 2). Erano proibiti (art. 3) cognomi legati a cariche civili o militari, tribù, etnie straniere, nonché cognomi inopportuni, urtanti o ridicoli. I capifamiglia dovevano scegliere i nomi, e potevano essere in questo sostituiti dalla moglie in caso di assenza, morte o incapacità di intendere e volere. Era inoltre proibito l'uso di cognomi "storici" senza una evidenza genealogica.
Era vietato portare cognomi contenenti riferimenti o legami a culture, tribù, nazionalità e religioni straniere e i nuovi cognomi dovevano derivare dalla lingua turca. Il cognome poteva avere il suffisso patronimico -oğlu, ma erano proibiti suffissi stranieri come l'armeno -yan, gli slavi -of, -ov, -viç, -iç, i greci -is, -dis, -pulos, -aki, il persiano -zade, gli arabi -mahdumu, -veled e -bin. Nomi dalla connotazione straniera come Arnavut oğlu (figlio dell'albanese) o Kürtoğlu (figlio del curdo) non potevano essere comunque adottati. Anche i nomi di clan o tribù non erano consentiti. Inoltre non potevano esservi nomi duplicati negli stessi distretti e in caso di disputa il cognome spettava alla famiglia che lo aveva registrato per prima.
Come conseguenza, molti greci, bulgari, albanesi, bosniaci, circassi, ebrei, arabi, armeni, assiri, georgiani e curdi residenti in Turchia furono costretti ad adottare un cognome turco, a volte traducendo in turco il loro cognome originale, oppure sostituendo il loro nasab con il suffisso patronimico turco "oğlu" (es. Kazantzoğlu, Keşişoğlu invece dell'armeno Keshishian, Mitroğlu invece del greco Mitropoulos, Mouratoğlu ecc.).